# Neoorthocaulis floerkei
Neoorthocaulis floerkei là một loài rêu trong họ Anastrophyllaceae. Loài này được F. Weber & D. Mohr L. Söderstr., De Roo & Hedd. mô tả khoa học đầu tiên năm 2010.